# Krems an der Donau
Krems an der Donau er en by i det nordøstlige Østrig, med et indbyggertal (pr. 2007) på cirka 24.000. Byen ligger i delstaten Niederösterreich, og som navnet antyder ved bredden af floden Donau.
Krems an der Donau er venskabsby med den danske by Ribe.
En af bydelene i Krems er Stein an der Donau som var en selvstændig by indtil 1938. Krems og Stein er med i UNESCOs verdensarvområde Wachau
- Krems an der Donau

- Wikimedia Commons har flere filer relateret til Krems an der Donau